# Strzępiak włóknisty

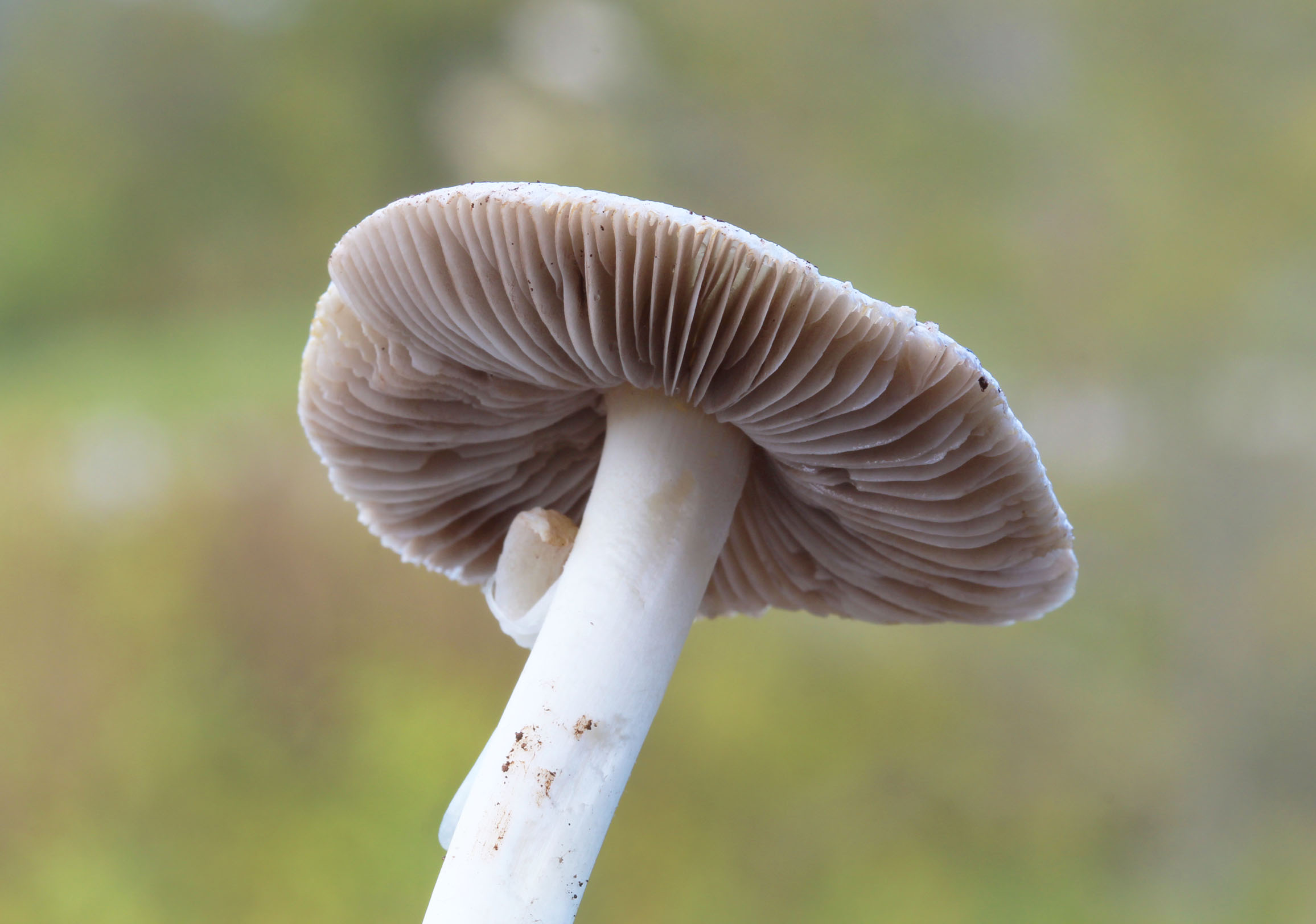

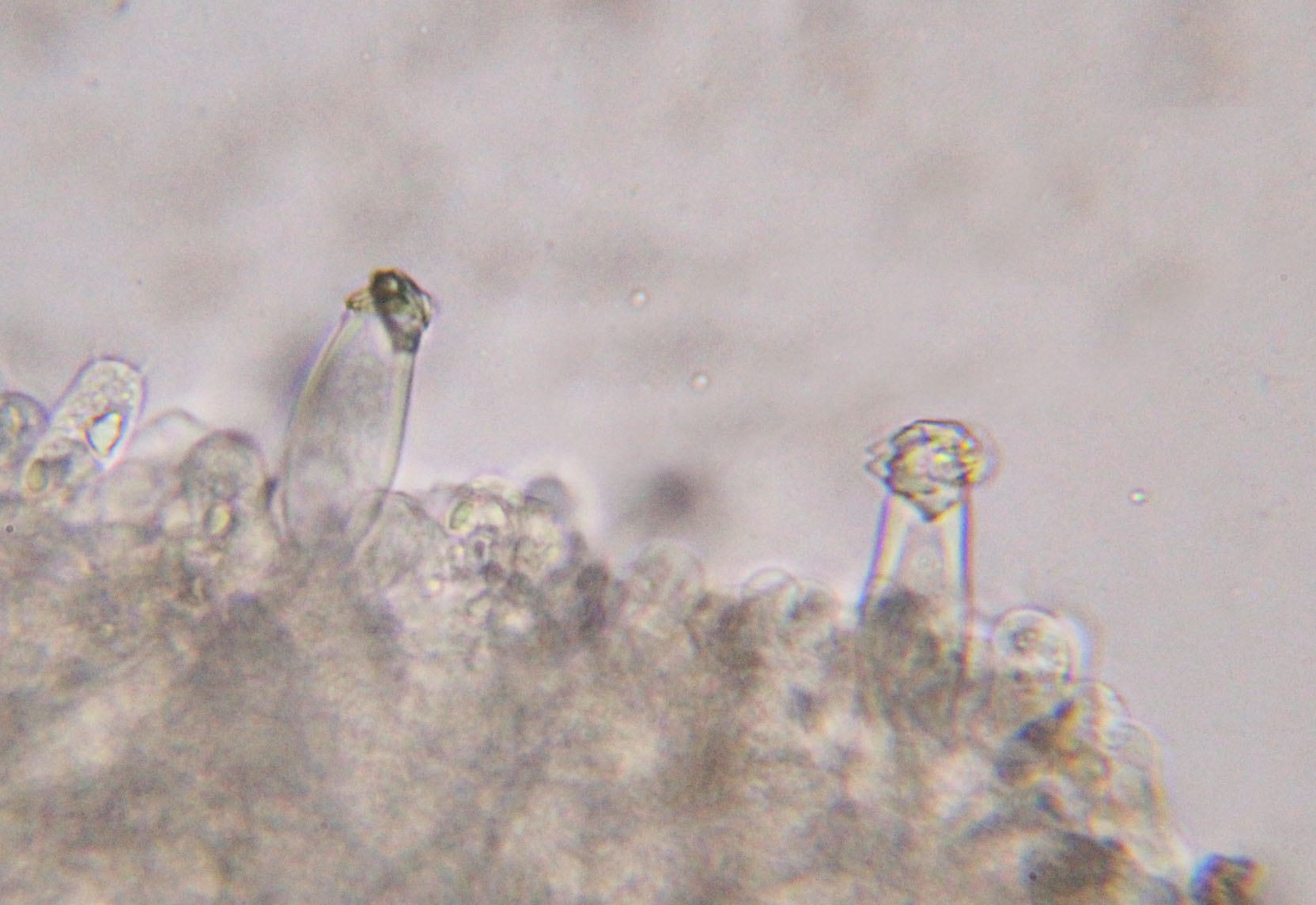
Cheilocystydy z kryształkami

Strzępiak włóknisty (Inocybe fibrosa (Sowerby) Gillet) – gatunek grzybów należący do rodziny strzępiakowatych (Inocybaceae).

## Systematyka i nazewnictwo
Pozycja w klasyfikacji według Index Fungorum: Inocybe, Inocybaceae, Agaricales, Agaricomycetidae, Agaricomycetes, Agaricomycotina, Basidiomycota, Fungi.
Po raz pierwszy zdiagnozował go w 1814 r. James Sowerby nadając mu nazwę Agaricus fibrosus. Obecną, uznaną przez Index Fungorum nazwę nadał mu Claude-Casimir Gillet w 1876 r.
Synonimy:
- Agaricus fibrosus Sowerby 1814
- Astrosporina fibrosa (Sowerby) Rea 1922

Nazwę polską podał Andrzej Nespiak w 1990 r.

## Morfologia
Kapelusz
Średnica zazwyczaj 6–10 cm, czasami nawet do 15 cm, początkowo półkulisty, potem stożkowaty, w końcu płasko rozpostarty z nieco tylko uwydatnionym garbkiem. Brzeg podwinięty, potem prosty, u starszych okazów nieco podwinięty w górę. Powierzchnia sucha, niemal gładka, z ledwo zauważalnymi włókienkami. Podczas deszczu może być śluzowata. Kolor początkowo biały, potem jasnoochrowy.
Blaszki
Z międzyblaszkami, przyrośnięte, początkowo kremowe lub białoszarawe, potem szarobrązowe. Ostrza orzęsione.
Trzon
Wysokość 5–12 cm, grubość 1–3 cm, walcowaty, rozszerzający się nieco ku podstawie, często nieco wygięty. Początkowo biały, potem jasnoochrowy do żółtawego. W górnej części jest delikatnie oszroniony, w dolnej delikatnie włókienkowaty.
Miąższ
Białawy i mięsisty, tylko w dolnej części trzonu żółtawy i włóknisty. Zapach kwaskowaty.
Cechy mikroskopowe
Zarodniki z mało wydatnymi guzkami, 8–12 × 6–8 µm. Podstawki o wymiarach 25–30 × 8–11 µm. Cheilocystydy i pleurocystydy 40–70 × 15–22(–32) µm, cienkościenne, zazwyczaj z kryształkami na szczycie.

## Występowanie i siedlisko
Strzępiak włóknisty występuje w Europie i Ameryce Północnej. W piśmiennictwie naukowym na terenie Polski do 2003 r. podano tylko 3 stanowiska. Więcej stanowisk i bardziej aktualnych podaje internetowy atlas grzybów. Strzępiak włóknisty znajduje się w nim na liście gatunków chronionych i rzadkich.
Grzyb mikoryzowy. Występuje zwłaszcza w górskich lasach pod świerkami, ale także pod bukami.

## Gatunki podobne
Strzępiak włóknisty jest dość łatwy do odróżnienia od innych strzępiaków. Wyróżnia się stosunkowo dużym kapeluszem, białawym zabarwieniem, prawie gładką powierzchnią oraz jej śluzowaceniem podczas deszczu.